# Абулі (село)
Абулі (груз. აბული) — село в Грузії.
За даними перепису населення 2014 року в селі проживає 535 осіб.